# Ducy-Sainte-Marguerite
Ducy-Sainte-Marguerite település Franciaországban, Calvados megyében. Lakosainak száma 178 fő (2022. január 1.). Ducy-Sainte-Marguerite Audrieu, Carcagny, Condé-sur-Seulles, Loucelles, Nonant és Chouain községekkel határos.

## Népesség
A település népességének változása:
| Lakosok száma | 166  | 148  | 145  | 144  | 137  | 151  | 160  | 168  | 172  | 178  |
|               | 1968 | 1982 | 1990 | 2006 | 2013 | 2015 | 2017 | 2019 | 2020 | 2022 |